# Matematična fizika
Matemátična fízika se nanaša na razvoj matematičnih znanstvenih metod za uporabo v fiziki in je teorija matematičnih modelov pri raziskovanju fizikalnih pojavov. Revija Journal of Mathematical Physics definira to področje kot »uporabo matematike pri reševanju konkretnih fizikalnih problemov in razvoj matematičnih metod, primernih za takšne uporabe in za formulacijo fizikalnih teorij.« Je veja uporabne matematike, vendar obravnava fizikalne probleme. Pri pretvarjanju fizikalnih problemov v (univerzalni) matematični jezik lahko pride do nepričakovanih težav, četudi so matematične metode in osnove dobro poznane.

## Osnovni pregled
O matematični fiziki kot taki v navezi s pitagorejci je pisal že Aristotel v delu Metafizika. Pitagorejci so imeli matematična načela za načela vseh stvari.:1 Fizika je znanost, ki raziskuje značilnosti snovi, prostora in časa in navaja zakone, ki opisujejo naravne pojave. Moderna fizika temelji na zamisli, da snov ni točno to, kar se zaznava. Ta zamisel, ki jo je započel Galilei, in so jo kasnejši filozifi, kot so npr. Descartes, Boyle in Locke prevzeli, leži v izhodišču redukcionističnega pristopa fizike – iskanje opisljivih značilnosti snovi v danem merilu z značilnostmi snovi na osnovnejšem nivoju. Ta pristop ima dva dela:
- iskanje osnovnih elementov, ki tvorijo snov. Tako je običajna snov sestavljena iz atomov, ki so tudi sami sestava jedra in elektronov. Jedro samo sestavljajo nukleoni, delci, ki jih sestavljajo kvarki in gluoni.
- raziskovanje kombinacij teh osnovnih elementov in njihovih interakcij za interpretacijo opazovanih pojavov. Barva teles (objektov) se lahko interpretira z  nihanji molekulskih atomov, ki sestavljajo ta telesa. Na enak način bo zvok interpretiran kot spremembe gostote zraka, ki se prenašajo v uho.[4]

Osnovni elementi po sedanjem stanju znanja o naravi vzajemno delujejo s štirimi različnimi osnovnimi interakcijami (silami): gravitacijsko, elektromagnetno, šibko jedrsko in močno jedrsko. Interakciji, ki se pojavljata v merilu večjem ali enakem od atomskega, sta elektromagnetna in gravitacijska.
Eno od osnovnih orodij matematične fizike so diferencialne enačbe, še posebej parcialne, in numerične metode reševanja.

## Področja dejavnosti

### Zgodovinski okvir
Obstaja več vej matematične fizike, ki v grobem odgovarjajo določenim zgodovinskim obdobjem. Več tisoč let je matematika rastla na način, ki je bil otipljiv in stvaren.

#### Pred Newtonom
Raba v smeri infinitezimalnega računa so bili primeri računanja prostornin teles po ekshavscijski metodi. S tem so se ukvarjali že starogrški matematiki, npr. Evdoks in Arhimed.
Aryabhata I. je leta 499 računal z infinitezimalami in zapisal astronomski problem v obliki diferencialne enačbe. Sledove matematične fizike se lahko najde tudi v delih Ptolemeja, Ibn al-Haitama in al-Birunija.

#### Klasična mehanika
Newton je naredil velik korak v fiziki z vključevanjem in razširjanjem infinitezimalnega (fluksijskega) računa in posebej diferencialnega računa tedanjega časa.
Strogo, abstraktno in napredno reformulacijo klasične Newtonove mehanike predstavljata Lagrangeeva in Hamiltonova mehanika tudi v prisotnosti zvezanosti. Obe formulaciji sta vključeni v analitično mehaniko. To je na primer vodilo do odkritja globokega medsebojnega vpliva predstave o simetriji in ohranjenih količin med dinamično evolucijo, ki je naveden znotraj najosnovnejše formulacije izreka Notherjeve. Ti pristopi in zamisli so lahko in so dejansko tudi bili razširjeni na druga področja fizike, kot so: statistična mehanika, mehanika kontinuov, klasična in kvantna teorija polja. Poleg tega so oskrbeli več primerov in osnovnih zamisli v diferencialni geometriji – na primer teorija vektorskih svežnjev in nekaj pojmov v simplektični geometriji.
Einsteinove fizikalne teorije prostora in časa so imele najbolj naravno tolmačenje v Poincaréjevi diferencialni geometriji 19. stoletja. V 20. stoletju sta se umeritvena teorija fizike osnovnih delcev in matematika vektorskih svežnjev razvijali skupaj. Wigner je imenoval matematiko 'pretirano učinkovito' zaradi svoje sposobnosti opisovanja fizike.

#### Parcialne diferencialne enačbe
Teorija parcialnih diferencialnih enačb (in sorodna področja variacijskega računa, Fourierove analize, teorije potenciala in vektorske analize) so verjetno najtesneje povezana z matematično fiziko. Področja so se v veliki meri razvila od druge polovice 18. stoletja naprej z deli d'Alemberta, Eulerja in Lagrangea do 1930-ih. Z razvojem teh področij so se pojavile fizikalne uporabe v hidrodinamiki, nebesni mehaniki, mehaniki kontinuov, teoriji elastičnosti, akustiki, termodinamiki, elektriki, magnetizmu (elektromagnetizmu) in aerodinamiki.

#### Kvantna mehanika
Teorija atomskih spektrov (in kasneje kvantna mehanika) sta se razvili skoraj sočasno z matematičnimi področji linearne algebre, spektralne teorije operatorjev, operatorskih algeber in širše funkcionalne analize. Nerelativistična kvantna mehanika vsebuje Schrödingerjeve operatorje in njihovo povezavo z atomsko in molekulsko fiziko. Teorija kvantnih informacij je še eno sorodno podpodročje.

#### Relativnost in kvantne relativistične teorije
Posebna in splošna teorija relativnosti zahtevata različno vrsto matematike. To je bila teorija grup, ki je imela pomembno vlogo tako pri kvantni teoriji polja kot pri diferencialni geometriji. Postopoma sta jo dopolnili topologija in funkcionalna analiza pri matematičnem opisu kozmoloških pojavov in pojavov v kvantni teoriji polja. Na tem področju sta sedaj pomembni homološka algebra in teorija kategorij.

#### Statistična mehanika
Statistična mehanika predstavlja samostojno področje, ki vključuje teorijo faznih prehodov. zanaša se na Hamiltonovo mehaniko ali njeno kvantno različico in je tesno povezana z bolj matematično ergodično teorijo in z nekaterimi deli verjetnostnega računa. Vedno večja je povezava med kombinatoriko in fiziko, še posebej pri statistični fiziki.

### Povezave s teoretično fiziko
Matematična fizika se prepleta s teoretično fiziko, ki se ukvarja s teoretičnimi argumenti pri raziskovanju fizikalnih pojavov in razvijanjem modelov znane in neznane, vendar verjetne, fizike. Teoretična fizika je širša, ker se ukvarja tudi z interpretacijami in ne s strogimi in špekulativnimi argumenti iz analize preskusov, ki nujno ne tvorijo čisto konsistentnega matematičnega aparata, se pa zanj verjame, da se v prihodnosti lahko popravi in izboljša do konsistentnega. Teoretična fizika na primer vključuje tudi prilagajanje parametrov in modelov na zapletene ekperimentalne podatke. Takšna raziskovanja se v teoretični fiziki po navadi imenujejo fenomenologija.

### Fizikalna matematika in fizmatika
V novejšem času v osnovni fiziki visokih energij teoretični modeli matematično postajajo vse bolj zapleteni in navdihujejo niz čisto matematičnih konstrukcij, katerih povratna vrednost je v praktični fiziki velikokrat nejasna, vendar so njihove izjemne matematične značilnosti in teoretične povezave z raznimi konstrukcijami v matematični fiziki očarljive in navdihujejo nadaljnja raziskovanja. To področjo, oziroma slog raziskovanja, se včasih sedaj imenuje tudi fizična (ali fizikalna) matematika, rajši kot konvencionalna matematična fizika. Ne obstaja pa vsesplošno sprejeta meja med izrazom matematična fizika in tem novim izrazom fizikalna matematika.
Zalsow za opis nove povezave med fiziko in matematiko, povezave, ki združuje najbolj teoretične in abstraktne aspekte teh disciplin, rabi izraz fizmatika (angleško physmatics). Ta se razlikuje od matematične fizike, ki se zgodovinsko gledano ukvarja s konkretnimi uporabami matematike v fiziki. Matematična fizika pridaja matematiki podrejeno vlogo. V fizmatiki sta po besedi in področju obe enaki partnerki. Ponazorilni zgled za to partnerstvo je na primer dualnost v kvantni mehaniki in njena matematična interpretacija.:2

### Povezave z drugimi matematičnimi področji
- teorija števil, verjetnostni račun, statistika

- Selberg, Wigner, Dyson, Montgomery, Sarnak, Cohen, Rudnick, Katz, Gaudin, Deligne, Rubinstein, Conrey, Ghosh, Keating, Snaith.

## Uporaba
Raba izraza »matematična fizika« je včasih idiosinkratična. Določeni deli matematike, ki so v začetku nastali iz razvoja fizike, dejansko ne veljajo za dele matematične fizike, druga tesno povezana področja pa veljajo. Teorija navadnih diferencialnih enačb in simplektična geometrija sta na primer obravnavani kot čisto matematični disciplini, teorija dinamičnih sistemov in Hamiltonova mehanika pa pripadata matematični fiziki.

### Matematična in teeoretična fizika
Izraz »matematična fizika« se včasih rabi za označevanje raziskovanja in reševanja problemov, ki jih pogojujejo fizika ali miselni preskusi znotraj okvirja matematične strogosti. V tem smislu matematična fizika pokriva zelo široko akademsko domeno, ki jo je moč razlikovati le z združevanjem čiste matematike in fizike. Čeprav je povezana s teoretično fiziko, matematična fizika v tem smislu poudarja matematično strogost iste vrste kot v matematiki.
Na drugi strani teoretična fizika poudarja povezave k opazovanjem in eksperimentalni fiziki, ki pogosto zahtevajo, da se teoretični fiziki (in matematični fiziki v širšem smislu) poslužujejo hevrističnih, intuitivnih in aproksimativnih argumentov. Matematiki takšnih argumentov nimajo za stroge. Možno je, da je stroga matematična fizika bližje matematiki, teoretična fizika pa fiziki. To se odslikava tudi inštitucionalno – matematični fiziki so velikokrat člani matematičnih oddelkov.
Takšni matematični fiziki primarno razširjajo in pojasnjujejo fizikalne teorije. Zaradi zahtevanega nivoja matematične strogosti se ti raziskovalci velikokrat ukvarjajo z vprašanji, ki jih imajo teoretični fiziki že za rešena. Včasih lahko vseeno pokažejo, vendar ne v splošnem ali na preprost način, da so bile predhodne rešitve nepopolne, nepravilne ali preprosto preveč naivne. Problemi o poskusih izvajanja drugega zakona termodinamike iz statistične mehanike so na primer takšni primeri. Drugi primeri se ukvarjajo z obravnavanjem sihnronizacijskih procesov v posebni in splošni teoriji relativnosti (Sagnacov pojav in Einsteinova sinhronizacija).
Trud postavljanja fizikalnih teorij na trdno oporo matematične strogosti je dal veliko novih dosežkov v matematiki. Razvoj kvantne mehanike in nekaterih vidikov funkcionalne analize je v mnogočem potekal vzporedno. Matematično raziskovanje kvantne mehanike, kvantne teorije polja in kvantne statistične mehanike je motiviralo dosežke v operatorskih algebrah. Poskus konstrukcije stroge kvantne teorije polja je prinesel tudi napredek na področjih, kot je teorija reprezentacij. Raba geometrije in topologije je pomembna v teoriji strun.

## Vidni matematični fiziki

### Pred Newtonom
Korenine matematične fizike se lahko zasledijo pri Arhimedu v Stari Grčiji, Ptolemeju v Egiptu, al-Haitamu v Iraku in Al-Biruniju v Perziji.
V prvem desetletju 16. stoletja je Nikolaj Kopernik (1473–1543) predlagal heliocentrični model Osončja in leta 1543 objavil razpravo o njem. Kopernik je želel poenostaviti astronomijo in prikazati tire planetov z bolj popolnimi krožnicami, ki so v aristotelovski fiziki notranje gibanje Aristotelovega petega elementa – kvintesence ali univerzalne esence, ki so jo stari Grki poznali kot eter – čisti zrak. Bila je čista snov za podlunsko sfero in tako je bila sestavljena iz čisto nebeških entitet. Johannes Kepler (1571–1630), pomočnik Tycha Braheja je spremenil kopernikanske tire v elipse vendar formalizirane v enačbah Keplerjevih zakonih gibanja planetov.
Navdušeni atomist Galileo Galilei (1564–1642) je v svoji knjigi Preskuševalec (Il Saggiatore) iz leta 1623 trdil,da je »knjiga narave« napisana v matematiki. Njegova knjiga je na osnovi opazovanj z daljnogledom podpirala heliocentrični model. Po uvedbi eksperimentalne metode je izpodbijal geocentrično kozmologijo z izpodbijanjem same aristotelovske fizike. Njegova knjiga Razprave o dveh novih znanostih iz leta 1638 je uvedla zakon enakega prostega pada kakor tudi načela vztrajnostnega gibanja in tako podala temelje osrednjih konceptov področja, danes znanega kot klasična mehanika. Z Galilejevim zakonom inercije kot tudi z načelom Galilejeve invariantnosti, znane tudi kot Galilejeva relativnost, je za vsako telo, ki poseduje vztrajnost, empirično opravičilo za vedenje le njegovo relativno mirovanje ali relativno gibanje-mirovanje ali gibanje glede na drugo telo..
René Descartes (1596–1650) je privzel Galilejeva načela in razvil celotni sistem heliocentrične kozmologije, ki je bil usidran na načelih vrtinčnega gibanja, kartezične fizike, katere splošno sprejetje je prineslo odrek aristotelovske fizike. Descartes je želel formalizirati matematično sklepanje v znanosti in je razvil kartezične koordinate za geometrično prikazovanje leg v trirazsežnem prostoru in označevanje njihovega razvijanja s časovnim tokom.

### Newtonov čas in čas po njem
Isaac Newton (1642–1727) je razvil nova področja matematike, med njimi infinitezimalni račun in več numeričnih metod, kot je Newtonova metoda reševanja problemov v fiziki. Njegova teorija gibanja, objavljena leta 1687, je oblikovala tri Galilejeve zakone gibanja s splošnim gravitacijskim zakonom na osnovi absolutnega prostora. Ta naj bi po njem bil fizikalna realna entiteta evklidske geometrične strukture razširjajoče se neskončno v vse smeri, pri čemer je privzet absolutni čas, kar domnevno upraviči znanje o absolutnem gibanju, gibanje telesa glede na absolutni prostor. Načelo Galilejeve invariantnosti/relativnosti je bilo v Newtonovi teoriji gibanja zgolj implicitno. Z navideznim reduciranjem Keplerejevih nebesnih zakonov gibanja in Galilejevih zemeljskih zakonov gibanja na poenoteno sile je Newton dosegel veliko matematično strogost, če  ji je manjkala teoretična površnost.
V 18. stoletju je Daniel Bernoulli (1700–1782) prispeval dosežke k dinamiki tekočin in obravnaval nihajoče strune. Leonhard Euler (1707–1783) je prispeval dosežke k variacijskemu računu, dinamiki, dinamiki tekočin in drugim področjem. Joseph-Louis Lagrange (1736–1813) je pomemben po svojem delu na področju analitične mehanike (formuliral je Lagrangeevo mehaniko) in variacijskih metod. Velik prispevek k formulaciji analitične mehanike imenovane Hamiltonova mehanika Williama Rowana Hamiltona (1805–1865). Hamiltonova dinamika je bila pomembna pri formulaciji sodobnih teorij v fiziki, ko sta teorija polja in kvantna mehanika. Joseph Fourier (1768–1830) je vpeljal pojem Fourierove vrste za reševanje toplotne enačbe, kar je dalo nov pristop obravnavanja parcialnih diferencialnih enačb s pomočjo integralskih transformacij.
V zgodnjem 19. stoletju je Pierre-Simon Laplace (1749–1827) dal odlične prispevke k matematični astronomiji, teoriji potenciala in verjetnostnem računu. Siméon Denis Poisson (1781–1840) je raziskoval na področju analitične mehanike in teorije potenciala. Carl Friedrich Gauss (1777–1855) je dal bistvene prispevke k teoretičnim osnovam elektromagnetizma, mehanike in dinamike tekočin.
Nekaj desetletij pred Newtonovo objavo delčne teorije svetlobe je Christiaan Huygens (1629–1695) razvil valovno teorijo svetlobe, objavljeno leta 1690. Leta 1803 je interferenčni poskus Thomasa Younga odkril interferenčne vzorce kot da bi bila svetloba valovanje. S tem so sprejeli Huygensovo valovno teorijo svetlobe in njegov sklep, da je svetlobno valovanje nihanje svetlobnega etra. Augustin-Jean Fresnel (1788–1827) je modeliral domnevno obnašanje etra. Michael Faraday (1791–1867) je uvedel teoretični koncept delovanja polja delovanja na razdalji. V sredini 19. stoletja je James Clerk Maxwell (1831–1879) reduciral elektriko in magnetizem na teorijo elektromagnetnega polja v obliki štirih Maxwellovih enačb. V začetku se je pokazalo, da so optični pojavi posledica Maxwellovega polja. Kasneje so dognali, da sta tudi sevanje in spekter elektromagnetnega valovanja posledici tega elektromagnetnega polja.
Jožef Stefan (1835–1893) je leta 1890 obravnaval splošni razred nalog s premično fazno mejo v povezavi z nastankom ledu in faznima prehodoma izparevanjem in taljenjem kot difuzijskima transportnima pojavoma. Rešil je problem pri računanju hitrosti nastajanja plasti ledu na vodi. 
Lord Rayleigh (1842–1919) je med drugim obravnaval zvok in kožni pojav. Hamilton, George Gabriel Stokes (1819–1903) in lord Kelvin (1824–1907) so dali več pomembnih del: Stokes je prispeval k optiki in dinamiki tekočin; Kelvin je dal pomembna odkritja v termodinamiki; Hamilton je dal pomembno delo v analitični mehaniki in odkril nov in močan pristop, danes znan kot Hamiltonova mehanika. Zelo pomembne prispevke k temu pristopu je dal Carl Gustav Jacobi (1804–1851), še posebej v zvezi s kanoničnimi transformacijami. Hermann von Helmholtz (1821–1894) je veliko prispeval na področje elektromagnetizma, valovanja, tekočin in zvoka.Pionirsko delo Josiaha Willarda Gibbsa (1839–1903) je postalo osnova statistične mehanike. Osnovne teoretične rezultate na tem področju je dosegel Ludwig Edward Boltzmann (1844–1906). Leta 1884 je s termodinamičnimi prijemi izpeljal Stefan-Boltzmannov zakon sevanja črnega telesa. Skupaj so ti posamezniki položili temelje teorije elektromagnetnega polja, dinamike tekočin in statistične mehanike.

### Relativistično obdobje
Do 1880-ih je bil znan paradoks opazovalca, ki znotraj Maxwellovega elektromagnetnega polja meri pri približno konstantni hitrosti ne glede na svojo relativno hitrost do drugih teles znotraj elektromagnetnega polja. Čeprav je bila hitrost opazovalca stalno izgubljena relativno na elektromagnetno polje, se je ohranila relativno glede na druga telesa v elektromagnetnem polju. Znotraj fizikalnih interakcij med telesi niso zaznali nobene kršitve Galilejeve invariantnosti. Ker je bilo Maxwellovo elektromagnetno polje modelirano kot nihanja etra, so fiziki sklepali, da bo to gibanje znotraj etra povzročalo premikanje in premikalo elektromagnetno polje, kar bi pojasnilo manjkajočo hitrost opazovalca relativno nanj. Fizikalni matematični proces prevoda leg v enem opazovalnem sistemu na napoved leg v drugem opazovalnem sistemu v kartezičnih koordinatah so bile Galilejeve transformacije. Nadomestile so jih Lorentzeve transformacije, ki jih je uvedel Hendrik Antoon Lorentz (1853–1928).
Leta 1887 Michelson in Morley nista uspela zaznati premikanja etra. Domnevali so, da gibanje v smeri etra zbudi tudi njegovo skrajšanje, kakor veleva Lorentzevo skrčenje dolžin. Domneve o etru so tako poenačile Maxwellovo elektromagnetno polje z načelom Galilejeve invariantnosti čez vse inercialne opazovalne sisteme, Newtonovo teorijo pa dale na stran.
V 19. stoletju so Gaussovi prispevki k neevklidski geometriji ali geometriji ukrivljenih ploskev dali osnovo za kasnejši razvoj Riemannove geometrije Bernharda Riemanna (1826–1866). Mach je kritiziral Newtonov absolutni prostor. Henri Poincaré (1854–1912) je dvomil celo v absolutni čas. Leta 1905 je Duhem objavil uničujočo kritiko osnov Newtonove teorije gibanja. Istega leta je Albert Einstein (1879–1955) objavil posebno teorijo relativnosti v kateri sta pojasnjeni invariantnost elektromagnetnega polja in Galilejeva invariantnost, etrska domneva pa zavržena, kakor tudi sam eter. Z zavračanjem okvirja Newtonove teorije je v posebni teroiji relativnosti sta absolutni prostor in čas relativni prostor in relativni čas, kjer se dolžine krčijo, čas pa podaljšuje vzdolž poti gibanja telesa s kinetično energijo.
Einsteinov nekdanji profesor Hermann Minkowski (1864–1909) je leta 1908 uvedel trirazsežni prostor skupaj z enorazsežnim časom, kjer je časovna os predstavljala četrto prostorsko razsežnost. Njegov model je predstavljal štirirazsežni prostor-čas, neizbežno smrt ločevanja prostora in časa. Einstein je to geometrizacijo Minkowskega v začetku imenoval kar »supertekoča učenost«, kasneje pa je v splošni teoriji relativnosti z veliko prefinjenostjo rabil izraz prostor-čas Minkowskega. S tem je razširil invariantnost na vse opazovalne sisteme, tako zaznavane inercialno ali pospeševane, in se tako zahvalil tedaj že pokojnemu Minkowskemu. Splošna teorija relativnosti je zamenjala kartezične koordinate s posplošenimi (Gaussovimi) in prazni newtonovski, vendar še vedno evklidski prostor, ki ga prečka newtonovski vektor domnevne gravitacijske sile (delovanja na daljavo) z gravitacijskim poljem. Gravitacijsko polje je prostor-čas Minkowskega sam, štirirazsežna topologija einsteinovskega etra zmodeliranega na Lorentzevi mnogoterosti, ki v bližini mase ali energije geometrično »ukrivlja« v skladu z Riemannovim tenzorjem ukrivljenosti.

### Kvantno obdobje
Še en revolucionarni razvoj v 20. stoletju je bila kvantna mehanika, ki se je pojavila iz pionirskih prispevkov Max Plancka (1856–1947) (o sevanju črnega telesa) in Einsteinovega dela o fotoelektričnem pojavu. Na začetku sta njuno delo v hevrističnem pristopu nadaljevala Arnold Sommerfeld (1868–1951) in Niels Bohr (1885–1962), vendar jo to hitro nadomestila kvantna mehanika, ki so jo razvili Max Born (1882–1970), Werner Karl Heisenberg (1901–1976), Paul Dirac (1902–1984), Vladimir Aleksandrovič Fok (1898–1974), Erwin Schrödinger (1887–1961), Satjendra Nat Bose (1894–1974) in Wolfgang Ernst Pauli (1900–1958). To revolucionarno teoretično ogrodje je temeljilo na verjetnostni interpretaciji stanj, evoluciji in meritvah v smislu sebiadjungiranih operatorjev v neskončnorazsežnem vektorskem prostoru. Takšen prostor je Hilbertov prostor, ki sta ga je v osnovni obliki uvedla David Hilbert (1862–1943) in Frigyes Riesz (1880–1956). Strogo ga je v okviru aksiomatske moderne različice definiral John von Neumann (1903–1957) v svoji znameniti knjigi o matematičnih osnovah kvantne mehanike, kjer je zgradil ustrezni del moderne funkcionalne analize v Hilbertovih prostorih in še posebej spektralno teorijo. Dirac je uporabil algebrske konstrukcije za izdelavo relativističnega modela elektrona, ter napovedal njegov magnetni moment in obstoje njegovega antidelca pozitrona. 

### Vidni matematični fiziki in fizičarke 20. in 21. stoletja
Med vidnejše osebnosti, ki so prispevale k matematični fiziki v 20. in 21. stoletju, spadajo (na seznamu je tudi nekaj tipičnih teoretičnih fizikov in matematikov):
- Henri Poincaré (1854–1912)
- David Hilbert (1862–1943)
- Arnold Sommerfeld (1868–1951)
- Constantin Carathéodory (1873–1950)
- Albert Einstein (1879–1955)
- Max Born (1882–1970)
- George David Birkhoff (1884–1944)
- Niels Bohr (1885–1962)
- Hermann Weyl (1885–1955)
- Satjendra Nat Bose (1894–1974)
- Vladimir Aleksandrovič Fok (1898–1974)
- John Hasbrouck van Vleck (1899–1980)
- Wolfgang Ernst Pauli (1900–1958)
- Werner Karl Heisenberg (1901–1976)
- Paul Dirac (1902–1984)
- Eugene Paul Wigner (1902–1995)
- Lars Onsager (1903–1976)
- John von Neumann (1903–1957)
- Šiničiro Tomonaga (1906–1979)
- Hideki Jukava (1907–1981)
- Lev Davidovič Landau (1908–1968)
- Nikolaj Nikolajevič Bogoljubov (1909–1992)
- Gian Carlo Wick (1909–1992)
- Subrahmanyan Chandrasekhar (1910–1995)
- Mark Kac (1914–1984)
- Julian Seymour Schwinger (1918–1994)
- Richard Phillips Feynman (1918–1988)
- Irving Ezra Segal (1918–1998)
- Joičiro Nambu (1921–2015)
- Aage Niels Bohr (1922–2009)
- Marvin Leonard Goldberger (1922–2014)
- Arthur Strong Wightman (1922–2013) Pn
- Chen Ning Yang (1922– )
- Rudolf Haag (1922–2016) Pn
- Bruno Zumino (1923–2014)
- Freeman John Dyson (1923–2020)  Pn
- Yvonne Choquet-Bruhat (1923– )
- Keith Allan Brueckner (1924–2014)
- Harry W. Lehmann (1924–1998)
- Léon Van Hove (1924–1990)
- John Clive Ward (1924–2000)
- Roy Jay Glauber (1925– )
- Martin David Kruskal (1925–2006)
- Martin Charles Gutzwiller (1925–2014)
- Abdus Salam (1926–1996)
- Walter Thirring (1927–2014) Pn
- Richard Lewis Arnowitt (1928–2014)
- John Stewart Bell (1928–1990)
- Sergio Fubini (1928–2005)
- Stanley Mandelstam (1928–2016)
- Jürgen Moser (1928–1999)
- Michael Francis Atiyah (1929– )
- Murray Gell-Mann (1929– )
- Joel Louis Lebowitz (1930– ) Pn
- Raymond Stora (1930–2015)
- Stanley Deser (1931– )
- Roger Penrose (1931– )
- Tullio Regge (1931–2014)
- Huzihiro Araki (1932– ) Pn
- Sheldon Lee Glashow (1932– )
- Giovanni Jona-Lasinio (1932– )
- Elliott Hershel Lieb (1932– ) Pn
- Charles William Misner (1932– )
- Jeffrey Goldstone (1933– )
- Steven Weinberg (1933– )
- Tai Tsun Wu (1933– )
- James Daniel Bjorken (1934– )
- Ljudvig Dimitrijevič Faddejev (1934–2017) Pn
- James Gilbert Glimm (1934– )
- Julius Wess (1934– )
- David Ruelle (1935– ) Pn
- Jakov Grigorjevič Sinaj (1935– )  Pn
- Kenneth Geddes Wilson (1936–2013)
- Vladimir Igorjevič Arnold (1937–2010)
- Sidney Richard Coleman (1937– )
- Robert Budington Griffiths (1937– )
- Arthur Michael Jaffe (1937– )
- Peter van Nieuwenhuizen (1938– )
- Sergej Petrovič Novikov (1938– )
- Carlo Becchi (1939– )
- Daniel Zissel Freedman (1939– )
- James Wesley York (1939– )
- Roman Jackiw (1939– )
- Rodney James Baxter (1940– ) Pn
- Barry Malcolm McCoy (1940– )
- Leonard Susskind (1940– )
- Igor Viktorovič Tjutin (1940– )
- Michael Victor Berry (1941– )
- Giovanni Gallavotti (1941– ) Pn
- John Henry Schwarz (1941– )
- Stephen Hawking (1942– )
- Jerrold Eldon Marsden (1942–2010)
- Alain Rouet (1942– )
- Gabriele Veneziano (1942– )
- Carl Martin Bender (1943– )
- Mihail Leonidovič Gromov (1943– )
- Pierre Ramond (1943– )
- Mitchell Jay Feigenbaum (1944– )
- Michael Aizenman (1945– ) Pn
- Percy Alec Deift (1945– ) Pn
- Sergio Ferrara (1945– )
- Aleksander Markovič Poljakov (1945– )
- Jürg Fröhlich (1946– ) Pn
- Michael Boris Green (1946– )
- Barry Martin Simon (1946– )
- Thomas Crawford Spencer (1946– ) Pn
- Herbert Spohn (1946– ) Pn
- Gerardus 't Hooft (1946– )
- John Lawrence Cardy (1947– )
- Giorgio Parisi (1948– )
- Šing-Tung Jau (1949– )
- Tecudži Miva (1949– )
- Demetrios Christodoulou (1951– ) Pn
- Mičio Džimbo (1951– )
- Edward Witten (1951– )  Pn
- Aleksander Borisovič Zamolodčikov (1952– )
- Vladimir Geršonovič Drinfeld (1954– )
- Joseph Polchinski (1954– )
- Andrew Strominger (1955– )
- Nathan Seiberg (1956– )
- Horng-Tzer Yau (1959– ) Pn
- Cumrun Vafa (1960– )
- Oded Schramm (1961–2008) Pn
- Gregory Winthrop Moore (1961– )
- Jan Philip Solovej (1961– ) Pn
- Maksim Lvovič Koncevič (1964– )  Pn
- Juan Martín Maldacena (1968– )
- Cédric Villani (1973– ) Pn
- Aleksej Mihajlovič Borodin (1975– ) Pn
- Sylvia Serfaty (1975– ) Pn
- Nalini Anantharaman (1976– ) Pn
- Robert Seiringer (1976– ) Pn
- Jošiko Ogata Pn

## Navedki
- »Fizika je za fizike pretežka.« —David Hilbert.[3]:12

- »Naš pregled bo skromen, bliže fizikalnemu računstvu kot matematični fiziki, vrtel se bo okoli prvih enačb in klasičnih metod za njihovo obravnavo. V zadnjem poglavju pa bomo vendarle, vsaj z Liejem, pogledali čez začrtani rob.« —France Križanič, 2004[12]:8

- »Kdo mislite da rabi Besslove funkcije? Navadni ljudje tega ne rabijo, samo fiziki.« —Bojan Magajna[13]

- »Fizik pri svojem delu potrebuje tri stvari: matematiko, matematiko in matematiko.« —Wilhelm Conrad Röntgen[14]:17

- »Mogoče je matematika za matematike preveč fizikalna.« —Eric Zalsow, 2005[3]:12